# Tylototriton podichthys
Espèce
Tylototriton podichthys est une espèce d'urodèles de la famille des Salamandridae.

## Répartition
Cette espèce est endémique du Laos. Elle se rencontre entre 1189 et 1 493 m d'altitude dans les provinces de Luang Prabang, de Xieng Khouang et de Houaphan.

## Publication originale
- Phimmachak, Aowphol & Stuart, 2015 : Morphological and molecular variation in Tylototriton (Caudata: Salamandridae) in Laos, with description of a new species. Zootaxa, no 4006, p. 285–310.